# Atherigona trapezia
Atherigona trapezia este o specie de muște din genul Atherigona, familia Muscidae, descrisă de Fritz Isidore van Emden în anul 1940. Conform Catalogue of Life specia Atherigona trapezia nu are subspecii cunoscute.